# TuS Lichterfelde Basketball
Der TuS Lichterfelde Basketball e. V., kurz TuS Lichterfelde oder TUSLI genannt, ist ein Basketball-Verein aus Berlin. Er ist der viertgrößte Basketballverein des Deutschen Basketball Bundes (Stand: 31. Dezember 2021). Der Verein ist für seine erfolgreiche Jugendarbeit bekannt. Beispielsweise wurden die Schwestern und WNBA-Spielerinnen Nyara und Satou Sabally beim TuSLi ausgebildet.
2009 aus der Basketball-Abteilung TuSLi-Basketball heraus als Zweigverein des Turn- und Sportvereins Lichterfelde von 1887 (Berlin) e. V. (ebenfalls kurz TuS Lichterfelde oder auch TuSLi) gegründet, bestehen zwischen beiden Vereinen seit 2011 keine Verbindungen und Kooperationen mehr.

## Die vormalige TuSLi Basketball-Abteilung

Vormaliges Logo TuSLi-Basketball

Zu den größten Erfolgen der Basketball-Abteilung des TuS Lichterfelde zählten neben Jugendmeisterschaften der Aufstieg des ersten Herrenteams in die erste Basketball-Bundesliga 2000 und 2006 in die zweite Basketball-Bundesliga. Die zweite Basketball-Bundesliga mit den Staffeln Pro A und Pro B hat sich unter anderem die Nachwuchsförderung zum Ziel gesetzt. Das erste Herrenteam der Abteilung des TuS Lichterfelde bestand unter den 32 Mannschaften als einziges ausschließlich aus deutschen Nachwuchsspielern und verzichtete dabei bewusst sowohl auf ausländische als auch auf erfahrene deutsche Führungsspieler. TuS Lichterfelde (Abt. Basketball) war sportlicher Absteiger aus der Pro B nach der Saison 2007/2008.
Es bestand eine partnerschaftliche Zusammenarbeit mit dem Basketball-Bundesligisten Alba Berlin. Ein bekannter Spieler, der 1987–1991 für TuS Lichterfelde und schließlich 1991–1997 für Alba Berlin spielte, ist der Center-Spieler Teoman Öztürk. Öztürk gewann mit der deutschen Nationalmannschaft die Basketball-Europameisterschaft 1993. Viele weitere National- und Bundesligaspieler brachte die Basketball-Abteilung des TuSLi hervor, so z. B. Ademola Okulaja, Marko Pešić, Jörg Lütcke, Patrick Falk, Mithat Demirel, Nino Garris, Heiko Schaffartzik und Jan Jagla.

## 2009 bis heute
Der TuS Lichterfelde Basketball e. V. führt seit Januar 2009 das weiter, was als Basketballabteilung des Turn- und Sportvereins Lichterfelde von 1887 (Berlin) e. V. in mehreren Jahrzehnten sportlich aufgebaut wurde, so auch die Zusammenarbeit mit den verschiedensten Vereinen wie DBV Charlottenburg, Alba Berlin (u. a. Projekt Alba macht Schule) und anderen.
Seit einer Satzungsänderung im Jahr 2011 ist er kein Zweigverein des Turn- und Sportvereins Lichterfelde von 1887 (Berlin) e. V. mehr, es bestehen keine Verbindungen und Kooperationen mehr zwischen den beiden Vereinen. Lediglich der Name deutet noch auf seinen Ursprung hin.
In der Saison 2013/2014 ist der Verein mit über 40 Mannschaften im Berliner Spielbetrieb vertreten.
Seit der Saison 2013/2014 bestand eine Kooperation mit dem DBV Charlottenburg. Als Spielgemeinschaft starteten TUSLI und DBV in der 1. Regionalliga, der 2. Regionalliga und der Nachwuchs-Basketball-Bundesliga (NBBL).
Seit der Saison 2015/2016 bestand eine Kooperation mit dem DBV Charlottenburg und RSV Stahnsdorf. Als Spielgemeinschaft AB Baskets starteten sie in der NBBL. Außerdem bestand ein Spieleraustausch für die Pro B vom RSV Stahnsdorf.
Seit der Saison 2022/23 besteht eine NBBL-Kooperation mit den Vereinen DBV Charlottenburg, Friedenauer TSC und Berlin Braves 2000. Unter dem Namen „Berlin Braves Baskets“ tritt die Mannschaft in der NBBL auf, zunächst unter dem ehemaligen Basketballspieler Joey Ney. In der Saison 2024/25 erreichten die Braves erstmalig die Playoffs, verloren allerdings gegen die Bayer Giants Leverkusen. Aktueller Trainer der NBBL ist Josef Dulibic. Das 1. Damenteam des TuS Lichterfelde (Kooperation mit ALBA) belegt den ersten Platz und steigt somit in der kommenden Saison in die 2. DBBL auf. Die 2. Regionalliga der Herren steigt ebenfalls in der Saison 2025/26 in die 1. Regionalliga auf.